# ルーシー・リューの「3本の針」
『ルーシー・リューの「3本の針」』（英: 3 Needles）は、 2005年に製作されたカナダの映画。
2007年7月16日に第16回東京国際レズビアン&ゲイ映画祭でアジア初上映された。

## キャスト
- チンピン：ルーシー・リュー
- ヒルデ：オリンピア・デュカキス
- スティーヴン・クラウダー
- デニス：ショーン・アシュモア
- オリーブ：ストッカード・チャニング
- メアリー：サンドラ・オー
- クララ：クロエ・セヴィニー
- ウィンカー：ゲイリー・ファーマー
- ウェイトレス：シモーヌ＝エリース・ジラール
- スックイン・リー
- マーク・トロティエ